# Jan Štíbr
Jan Štíbr (* 25. září 1950 Praha) je český historik umění se specializací na barokní sochařství, plastiku 20. století a faleristiku. Od roku 1992 ředitel Severočeské galerie výtvarného umění v Litoměřicích.

## Život
Po absolvování SVVŠ v Praze (1965–1968) studoval v letech 1968–1973 na Filozofické fakultě UK v Praze dějiny umění a estetiku (prof. J. Pešina, J. Homolka, J. Kropáček, O. J. Blažíček) a historii (prof J. Petráň). Studia ukončil obhajobou diplomové práce Dílo sochařské rodiny Pacáků (1974, Mgr., PhDr.)
V letech 1973–1978 byl zaměstnán jako historik umění-památkář v KS Státní památkové péče a ochrany přírody v Ústí nad Labem, poté jako správce hradu Bezděz (1979–1980). Od roku 1981 byl pracovníkem Okresního archivu v Litoměřicích, od roku 1988 působil jako historik umění ve Státních restaurátorských ateliérech. V letech 1990–1992 byl inspektorem památkové péče Okresního úřadu v Litoměřicích.
V letech 1992–2020 byl ředitelem Severočeské galerie výtvarného umění v Litoměřicích. Počátkem 90. let získal pro Severočeskou galerii od Okresního úřadu odsvěcený barokní kostel Zvěstování Panny Marie, který byl do té doby užíván jako depozitář a dílny. Byl spoluorganizátorem pěti ročníků sochařských sympozií v Litoměřicích a čtyř mezinárodních projektů Barok a dnešek a Otevřený dialog, uspořádaných v kostele Zvěstování Panny Marie v Litoměřicích. Během svého druhého funkčního období (od r. 2017) usiloval o získání jezuitské koleje, kam chtěl umístit depozitář a stálou sbírku Severočeské galerie výtvarného umění v Litoměřicích.
Je členem nákupních komisí Památníku Terezín a Okresního muzea v Lounech. Člen ICOM. Od roku 2002 působí v redakční radě časopisu Drobná plastika, přispívá články do časopisů Ateliér, Antique, Journal of the OMSA, Podřipský měsíčník Okresní galerie v Roudnici nad Labem, Vlastivědný sborník muzea v Litoměřicích.
Roku 2017 Rada ústeckého kraje odvolala všechny ředitele kulturních institucí, ale Jan Štíbr své místo obhájil a smlouva mu byla prodloužena do 31. prosince 2019. Poté se nadřízený orgán rozhodl smlouvu ukončit a vypsal nové výběrové řízení. Za Jana Štíbra se postavila odborná kulturní veřejnost - Rada galerií ČR, Uměleckohistorická společnost, SVU Mánes a řada jednotlivců. Ústecký kraj vypsal výběrové řízení v době krize způsobené epidemií covidu-19, kdy byly galerie zavřené a chtěl konkurs uskutečnit 30. června 2020. Jan Štíbr se mezitím věnoval krizovému managementu galerie a načasování kritizoval.

### Autor textů (katalogy výstav)
- 2002 Karel Klein: Obrazy, Jiří Klein: Sochy
- 2003 Ema Blažková: Peripetie, Památník Terezín
- 2008 Cecilie Marková: Podobenství duší
- 2009 Umělecká beseda (Věčná pomíjivost / Eternal Transience)
- 2009 II. Mezinárodní sochařské symposium Litoměřice 2009
- 2009 Poklady Severočeské galerie výtvarného umění v Litoměřicích / Treasures from the North Bohemian Gallery of Fine Art in Litoměřice
- 2010 Václav Špale (Rekognoskace / výběr tvorby z posledních dvaceti let - Roconnaissance / Selected work from the last twenty years)
- 2010 Jan Hendrych a Richard Konvička: Maso a kost / dvě podoby figurace
- 2011 Patrik Hábl: Snořivosti / Dream-visions
- 2012 Zdenka Marie Nováková
- 2012 Marie Krůtová a Václav Syrový: dvě polohy naivního umění
- 2012 Václav Alois Šrůtek: Retrospektiva
- 2012 Volný směr / Free Current (Setkání členů S.V.U. Mánes k 125. výročí založení spolku / A Meeting for Members of the Mánes Association of Fine Artists to Mark the 125th Anniversary of its Founding)
- 2014 Bohumil Zemánek
- 2015 Stanislav Hanzík: Sochy
- 2016 Marius Kotrba: Sochy
- 2016 Sbírka Evy Petrové (Mozaika drobných radostí)
- 2019 Marie Polanská